# Mount Weaver
Mount Weaver är ett berg i Antarktis. Det ligger i den centrala delen av kontinenten. Nya Zeeland gör anspråk på området. Toppen på Mount Weaver är 3 048 meter över havet.
Terrängen runt Mount Weaver är varierad. Mount Weaver är den högsta punkten i trakten. Trakten är obefolkad. Det finns inga samhällen i närheten.